# Wolfgang van Hohenlohe-Weikersheim
Wolfgang van Hohenlohe-Weikersheim (Waldenburg, 14 juni 1546 - Weikersheim, 28 maart 1610), graaf van Hohenlohe-Weikersheim, was de zoon van Lodewijk Casimir van Hohenlohe-Waldenburg graaf van Neuenstein, Langenburg, Weikersheim, Künzelsau, Kirchberg en Ingelfingen en Anna zu Solms-Lich.

## Vroege leven
Wolfgang was de zoon van Ludwig Kasimir van Hohenlohe-Waldenburg en Anna zu Solms-Lich. Twee van Wolfgangs broers, Filips en Albrecht, dienden reeds in de veldtocht van de Oranjes in 1572. Door zijn huwelijk met Magdalena was daardoor Wolfgang ook bij Oranjes strijd betrokken.

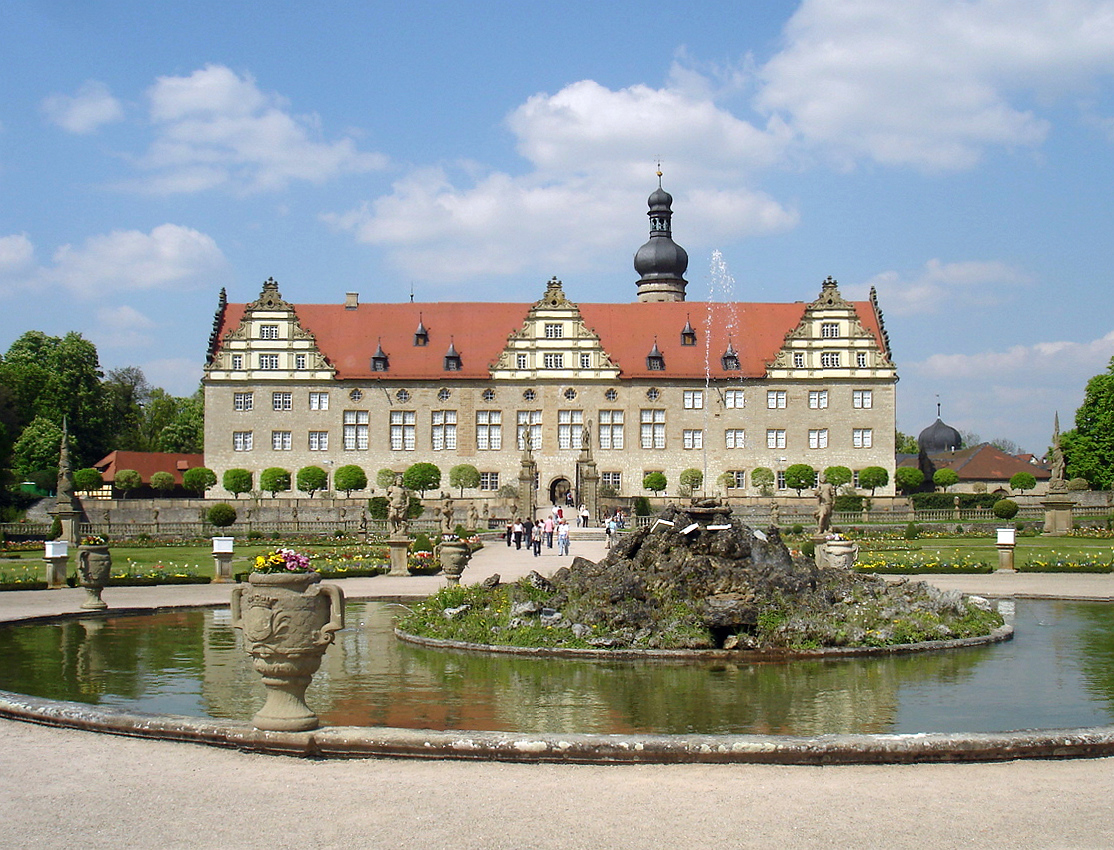
Weikersheim

Toch speelde Wolfgang daarbij niet zo’n prominente rol, feitelijk is er over hem weinig bekend. 
Bekend is Wolgang geworden door de verbouw van het paleis Weikersheim, dat een representatief paleis moest  worden in de geest van de Renaissance. Het paleis lag in de streek Weikersheim, dat Wolfgang had geërfd voor bestuur. Voor de verbouwing riep hij de hulp in van een Nederlandse architect, Georg Robin.

## Huwelijk en kinderen
Wolfgang huwde in 1567 met Magdalena van Nassau-Dillenburg, een zuster van Willem van Oranje. Uit zijn huwelijk werden de volgende kinderen geboren:
- Katharina van Hohenlohe-Weikersheim (1567-1615)
- Anna Agnes van Hohenlohe-Weikersheim (2 september 1568 - 8 september 1616), zij trouwde in 1587 met Philip Ernst graaf von Gleichen-Tonna en Spiegelberg, heer van Pyrmont (1561-1619). Hij was een zoon van graaf Georg von Gleichen-Tonna (1520-1570) en gravin Walpurga van Spiegelberg (1535-1599).
- Georg Frederik graaf van Hohenlohe-Weikersheim en heer van Ellwangen (5 september 1569 - 7 juli 1645). Hij trouwde (1) in 1607 met Eva van Waldstein (1565-1631), zij was een dochter van Zdenek van Waldstein heer van Lomnice en Hostinetz (1530-1575) en Ludmilla Malovitz van Malowitz-Pacova (1540-1566). Hij trouwde (2) in 1633 met Maria Magdalena van Oettingen-Oettingen (1600-1636), zij was een dochter van Lodewijk Everhard graaf van Oettingen-Oettingen (1577-1634) en Margaretha van Erbach (1576-1635).
- Juliana van Hohenlohe-Weikersheim (23 juli 1571 - 8 maart 1634), zij trouwde met Wolfgang II graaf von Castell Remlingen (1558-1631). Hij was een zoon van Georg II graaf van Castell (1527-1597) en Sophia van Limpurg-Speckfeld (1535-1588)
- Magdalena van Hohenlohe-Weikersheim (27 december 1572 - 2 april 1596), zij trouwde met Heinrich I Reuss-Gera (1572-1635) heer van Kranichfeld, Gera, Schleiz, Saalberg, Reichenfels en Lobenstein. Hij was een zoon van Heinrich XVI Reuss-Gera (1530-1572) en diens tweede echtgenote Dorothea von Solms-Sonnenwalde (1547-1595).
- Praxedis van Hohenlohe-Weikersheim (1 mei 1574 - 15 augustus 1633)
- Marta van Hohenlohe-Weikersheim (29 april 1575 - 19 december 1632), zij trouwde in 1617 met Johan Casimir graaf van Leiningen-Westerburg (1589-1635). Hij was een zoon van Johan Lodewijk graaf van Leiningen-Westerburg (1557-1622) en Bernhardine van Lippe (1563-1628)
- Maria Elisabeth van Hohenlohe-Weikersheim (12 juni 1576 - 31 januari 1605), zij trouwde in 1593 met Johan Reinhard I graaf van Hanau-Lichtenberg (1568-1625). Hij was een zoon van Philips V van Hanau-Lichtenberg (1541-1599) en Ludovica Margaretha van Zweibrücken-Bitsch (1540-1569).
- Ludwig Kasimir van Hohenlohe-Weikersheim (4 februari 1578 - 16 september 1604)
- Katharina Johanna van Hohenlohe-Weikersheim (6 juli 1579 - 28 november 1615)
- Kraft VII van Hohenlohe-Weikersheim (14 november 1582 - 11 oktober 1641), hij trouwde in 1615 met Sophia Magdalena bei Rhein zu Zweibrücken-Birkenfeld (1593-1676). Zij was een dochter van Karel I van Palts-Birkenfeld en Dorothea van Brunswijk-Lüneburg.
- Philipp Ernst van Hohenlohe-Weikersheim (11 augustus 1584 - 29 januari 1628), hij trouwde in 1609 met Anna Maria zu Solms-Sonnenwalde-Pouch (1585-1634). Zij was een dochter van Otto zu Solms-Sonnenwalde-Pouch (1550-1612) en Anna Amalia van Nassau-Weilburg (1560-1635). Anna Amalia was op haar beurt de oudste dochter van Albrecht van Nassau-Weilburg.
- Albrecht van Hohenlohe-Weikersheim (30 december 1585 - 21 oktober 1605)
- Wolfgang Ernst van Hohenlohe-Weikersheim (11 augustus 1584 - 29 januari 1588)
- Dorothea Walburga van Hohenlohe-Weikersheim (20 september 1590 - 20 december 1656), zij trouwde in 1615 met Philips Hendrik graaf zu Hohenlohe-Waldenburg (1591-1644). Hij was een zoon van Georg Frederik I van Hohenlohe-Waldenburg-Langenburg (1562-1600) en Dorothea Reuss van Plauen (1570-1631).